# Blakea austin-smithii
Blakea austin-smithii är en tvåhjärtbladig växtart som beskrevs av Paul Carpenter Standley. Blakea austin-smithii ingår i släktet Blakea och familjen Melastomataceae. Inga underarter finns listade i Catalogue of Life.